# 평양국제영화회관
평양국제영화회관(平壤國際映畵會館; Pyongyang International Cinema House)은 조선민주주의인민공화국 평양직할시 양각도에 있는 영화관이다.
1989년 8월에 개최된 평양축전을 위해, 1988년 5월 평양직할시 양각도에 건립되었다. 세계 여러 나라의 예술영화와 기록영화, 아동영화를 전문적으로 상영한다. 북한의 다른 영화관에서도 외국영화를 상영하기는 하지만, 연중 고정적으로 외국영화를 상영하는 곳은 이 영화관뿐이다.
부지면적 12만m2, 건축면적 4만m2이며, 50석·100석·300석·600석·2000석의 5개 관람실을 갖춘, 일종의 멀티플렉스 영화관이라고 할 수 있다. 건물 외관은 17개의 바람개비가 돌아가는 듯한 형상을 이루어 동적인 느낌을 주는데, 유선형의 곡선 처리가 인근에 있는 양각도 축구경기장의 외관과 강한 대조를 이룬다.
가족 단위 또는 개인이 여러 영화와 비디오를 관람할 수 있도록 우리나라의 비디오방 같은 녹화시청실도 갖추고 있다. 상영시간은 오전 11시, 오후 2시와 5시 등 하루 3회이고, 매주 금요일은 휴관한다. 
북한에서 유일한 국제영화제인 평양 국제영화축전의 개막식이 열리는 곳이기도 하다.

## 같이 보기
- 평양 국제영화축전